# H-3號州際公路
H-3号州际公路是一條位於夏威夷州歐胡島的州际公路，這公路又名為约翰·A·伯恩斯高速公路，以第二任州長约翰·A·伯恩斯命名。這公路穿越了科奥劳岭，路上有數條高架桥，長5,165英尺（1,574）的哲翁原野隧道和另一條較短的醫院石隧道。
公路的西面出口是在阿拉瓦連接H-1号州际公路，靠近珍珠港，而東面出口則是夏威夷海軍陸戰隊基地主入口。這公路滿足了軍事需要，使海軍陸戰隊能快速到達珍珠港。
以每英里造價計算，H-3州際公路是美國最昂貴的州際公路，最終造價為1.3億美元，或每英里8,000萬美元。

## 路線

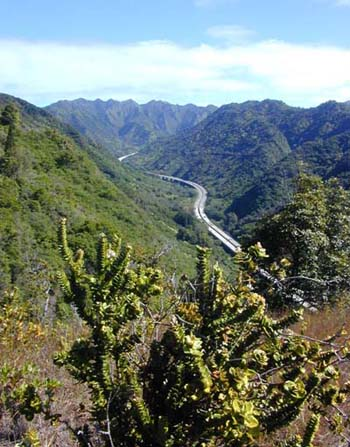
H-3州際公路

H-3州際公路在檀香山市中心西北部開始，在阿拉瓦與H-1號州際公路和H-201號州際公路交匯，鄰近阿羅哈體育場和珍珠港-希卡姆聯合基地。H-3能直接到達H-1州際公路並能往南行至丹尼爾·K·井上國際機場，或西行至珍珠城。往東向則是轉入H-201州際公路，然後交匯至H-1州際公路。
公路在阿拉瓦山谷中有條長達6英里（9.7公里）的迎风高架桥，然後經過哲翁原野隧道穿越科奥劳岭。在隧道東部出口處仍是高架橋，沿著海庫山谷而建，之後是卡內奧赫交匯處，從這可進入63號夏威夷州州道到達卡內奧赫。之後是另一交匯進，從這裡可進入83號夏威夷州州道。再向前走是另一交匯處進入65號夏威夷州州道。靠近出口的位置是是另一交匯處，這裡可進入卡內奧赫灣路，而再往直走則是夏威夷海軍陸戰隊基地主入口，公路的結束點。

## 歷史

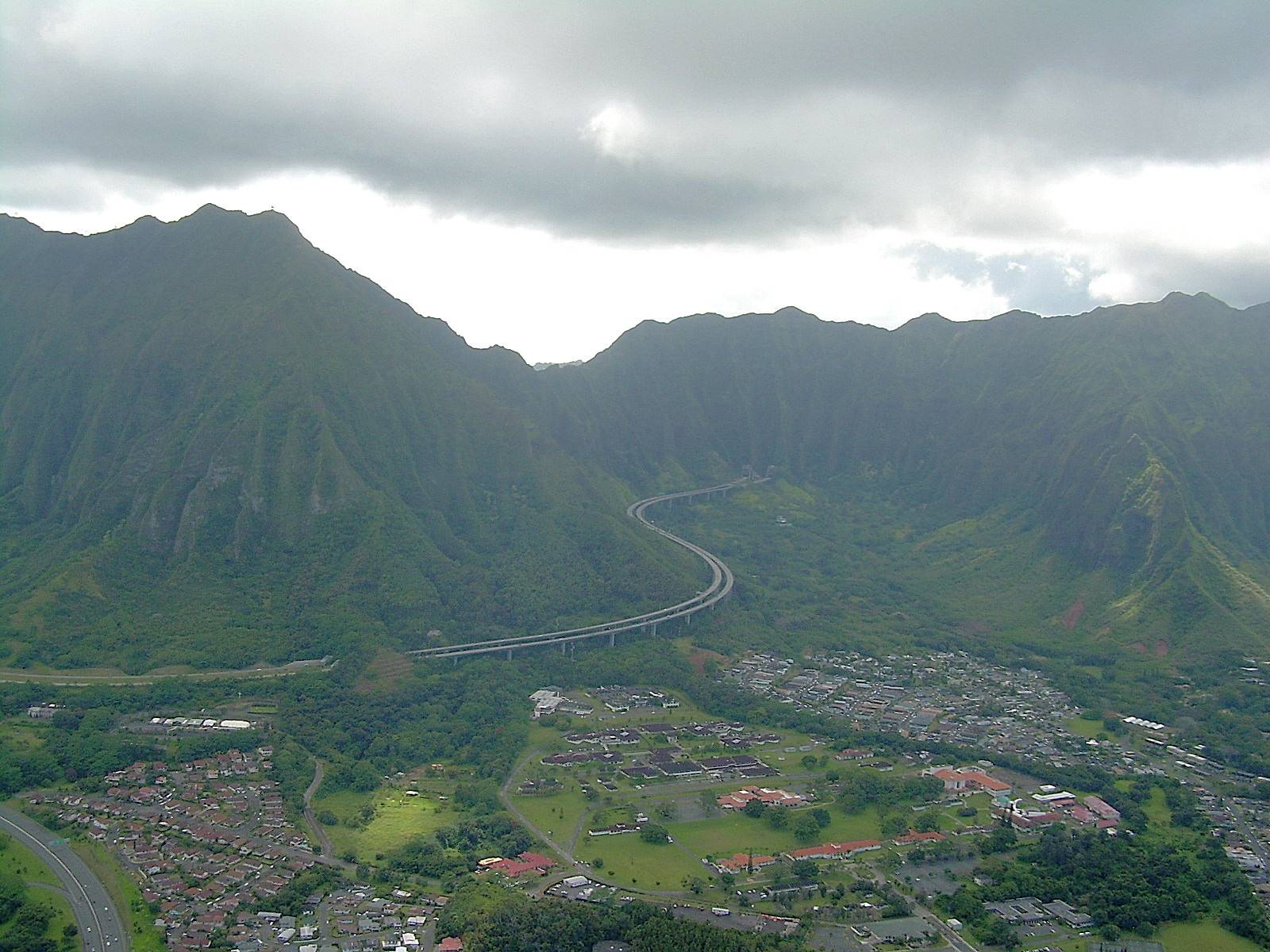
圖中左邊隧道為醫院石隧道，中为迎风高架桥，右邊後方是哲翁原野隧道

1959年夏威夷成為美國一個州後，美國國會在1960年通過歐胡島一系列公路建設撥款。公路局在1960年8月29日（Bureau of Public Roads，今聯邦公路總署）設計了連接檀香山和卡內奧赫的公路並命名為H-3州際公路。
在眾多反對聲音和抗議下，建造工程終於在1980年代展開，但至1997年12月12日才正式通車，途中多次因為環境投訴和法律訴訟使工程多次停工。參議員丹尼爾·井上在1986年通過這高速公路為國防部預算的附加條款，使這高速公路免受大多數環境法的限制。修建公路引起一系列環境，光污染等憂慮，自公路完工後便再沒有瓦島管舌雀目擊報告，該物種已知最後棲息地是阿拉瓦。